# 荃灣官立中學
荃灣官立中學（英語：Tsuen Wan Government Secondary School，簡稱荃官），位於新界荃灣，是香港一所官立英文中學，由港英政府於1961年創辦，創校時為文法學校，亦是一所 Band 1 中學 (第一派位組別)。另一所文法官中—筲箕灣官立中學於同期創校。

## 四社文化
熱烈的社文化是荃官的優良傳統。學生分為松、梅、樟、竹四社，四社每年均舉辦多樣化的社際活動，例如周年大會、水運會、陸運會、社際音樂比賽、社際戲劇比賽以及各項球類比賽等等，以提升同學的組織能力和訓練領袖才能。學生對社非常有歸屬感，不但社員之間建立深厚友誼，學兄學姊亦十分關顧社的承傳，常常回校參與活動。薪火相傳的社文化，讓學生對學校有濃厚的歸屬感，也連繫了六十年來每一代不同的荃官學生。

## 大事紀
- 1961年9月11日創立，最早期的校舍設在當時剛落成的海壩街官立小學中，為68名男生及75名女生提供臨時校舍就讀。
- 1963年9月，因課室不敷使用，中一至中三級便須分為上、下午校上課。
- 1964年6月25日才正式遷進新校舍，並以全日制的形式上課。
- 開幕典禮於1964年11月25日舉行。當日榮幸邀得港督戴麟趾爵士為嘉賓，標誌著荃灣官立中學正式開校。 在校舍大堂的側牆上，有一富有歷史意義的石匾，紀念這次盛大的開幕典禮。石匾上刻著「1964年11月25日，本校由港督戴麟趾爵士開幕」。
- 2011年4月15日，荃灣官立中學慶祝創校50周年校慶，由時任財政司司長曾俊華太平紳士主禮。香港郵政決定為荃灣官立中學發行50周年校慶紀念郵票，成為香港少數為校慶發行紀念郵票的中學。
- 2016年4月22日，荃灣官立中學慶祝創校55周年校慶，由校友時任康樂及文化事務署署長李美嫦太平紳士主禮。

## 香港傑出學生選舉
截至2023年（第38屆），荃灣官立中學在香港傑出學生選舉共出產14名傑出學生，全港中學排名第9。

## 公開考試佳績
在歷屆香港中學會考及香港中學文憑考試，荃灣官立中學是產生最多會考「10A狀元」及文憑試「7科5**狀元」（在甲類科目中至少3個選修科及4個核心科獲得5**成績）的學校之一，截至2024年，共有8位，全部為會考「10A狀元」，排名全港第9。

### 香港中學會考及香港中學文憑考試狀元

#### 香港中學會考狀元
- 1989年：9A狀元：蕭偉德 [4]
- 2001年：10A狀元：李迦年，於香港中文大學修讀內外全科醫學士 [5][6]
- 2002年：10A狀元：余海安，升讀香港大學 [7][8]
- 2003年：10A狀元：謝彥豐，於香港大學修讀內外全科醫學士 [6][9]
- 2005年：10A狀元：麥鍵美，於香港大學修讀內外全科醫學士 [6][10]
- 2005年：10A狀元：黃華傑，於香港大學修讀精算學 [10]
- 2005年：10A狀元：黃露，於香港大學修讀內外全科醫學士 [6][10]
- 2008年：10A狀元：胡曉樂，於香港中文大學修讀藥劑學 [11]
- 2009年：10A狀元：林晉華，於香港大學修讀內外全科醫學士 [6][12]

## 聯繫學校
- 海壩街官立小學
- 荃灣官立小學
- 福榮街官立小學
- 深水埗官立小學

## 著名教員
- 馮兩努：已故政治及商界人士（1970年代末任教歷史科）

## 著名/傑出校友
政界
- 謝展寰，BBS，JP：環境及生態局局長
- 鍾瑞明，GBS，JP：全國政協委員、香港城市大學副監督、前行政會議成員
- 陳鎮源，GBS，JP：前運輸及房屋局常任秘書長（房屋）兼房屋署署長
- 應耀康，GBS，JP：前運輸及房屋局常任秘書長（房屋）兼房屋署署長
- 張琼瑤，GBS，JP：前勞工及福利局常任秘書長
- 李美嫦，JP：教育局常任秘書長
- 劉利群，JP：環境及生態局常任秘書長(食物)
- 鍾錦華，JP：前路政署署長
- 何吳靜靜，JP：前保安局副秘書長
- 鄧發源：前教育局副秘書長
- 張竹君醫生，JP：衞生署衞生防護中心傳染病處主任
- 范偉明：財政司司長辦公室引進重點企業辦公室副主任、前香港駐悉尼經濟貿易辦事處處長
- 何錦標，JP：勞工處副處長(勞工事務行政)
- 盧傅偉，BBS，JP：前食物環境衞生署助理署長（行動）
- 謝樹俊：前新界南總區指揮官
- 羅業廣：財經事務及庫務局首席助理秘書長（庫務）（收入）
- 王曜端：前食物及衞生局首席助理秘書長(食物)
- 吳頴詩：香港警務處總警司（毒品調查科）
- 張遜豪：香港警務處高級警司（黃大仙區副指揮官）
- 李成添：環境保護署基建發展經理、前環境保護署高級環境保護主任（排污基建）
- 張簡淑姿：教育局總項目主任(幼稚園行政)、前教育局高級教育主任（對外聯繫）
- 梁爵麟：土木工程拓展署新工程合約主任、前渠務署工程師（排水工程）
- 林漢荃：前教育局高級教育主任（對外聯繫）
- 何振業：前教育局總課程發展主任(體育)
- 余羅少文：前教育局總學校發展主任(元朗)
- 陳偉明，MH，JP：前荃灣區議員（荃灣郊區東）
- 陳金霖，MH，JP：前荃灣區議員（祈德尊）、福建社團聯會新界西分會秘書長
- 郭天立：前九龍城區區議員（鶴園海逸）
- 朱子洛：油尖旺區議會副主席

法律界
- 林嘉欣：區域法院法官
- 鄧偉棕：香港執業律師

醫學界
- 余枝勝，MH：前葵涌醫院精神科及老齡精神科顧問醫生暨部門主管、精神科專科醫生
- 周嘉歡，JP：前伊利沙伯醫院腎科顧問醫生、香港移植運動協會榮譽會長、藥物名冊委員會主席、腎病科專科醫生
- 朱建華：防癌天使服務協會主席兼義務顧問、仁安微創中心結直腸外科（腹腔鏡）部門主管及訪院顧問醫生、外科專科醫生
- 劉飛龍：香港急症醫學院臨牀毒理專科委員會主席、前基督教聯合醫院臨床毒理部部門主管、前香港中毒諮詢中心總監、急症科專科醫生
- 羅天柱：前仁濟醫院心臟科顧問醫生、心臟科專科醫生
- 陳衍標：基督教聯合醫院兒童及青少年科部門主管兼醫院服務總監（資訊科技及通訊）、香港新生兒科醫學會會長、兒科專科醫生
- 周國輝：口腔頜面外科專科醫生

教育界
- 區潔芳：前香港大學副校長（學術人力資源）及心理學系講座教授
- 蕭競聰：香港理工大學設計學院副院長
- 羅賢澤：香港大學外科學系名譽臨床副教授
- 郭天佑：香港科技大學計算機科學及工程學系教授
- 梁永波：香港中文大學應用化學與管理學課程主任
- 李家樹：香港大學中文學院教授及法律學院客席教授
- 林衍堂：前香港理工大學設計學院教授、國內外多家著名大學的講座教授、特聘教授及榮譽教授
- 李南玉，MH：香港浸會大學持續教育學院副院長(課程發展)暨幼兒及基礎教育總監
- 袁家慧：香港中文大學臨床腫瘤學系榮譽副教授、香港乳癌基金會榮譽顧問、資深輔導心理學家
- 藍美容：世界幼兒教育聯會香港分會副會長、前香港教育大學幼兒教育學系副教授
- 馬桂順：香港教育大學文化與創意藝術學系兼任副教授
- 龐永達：香港大學電機電子工程系副教授
- 黎耀志：香港教育大學數社科技學系副教授
- 翁海穎：香港理工大學公共政策所研究員
- 黃富榮：香港城市大學專業進修學院文化及傳意部學務主任暨高級講師
- 黃均瑜，BBS，MH：前香港教育工作者聯會會長、嶺南大學校董及福建中學(小西灣)校長
- 廖潔明：前香港警務督察協會主席及香港中文大學專業進修學院兼任教師（刑事偵查及危機管理）
- 陳玉蘭：香港藝術學院表演藝術研究主任
- 梁榮武：前香港天文台助理台長、香港理工大學土地測量及地理資訊學系客座教授、香港城市大學專上學院應用科技學部首席講師
- 嚴建平：香港高等教育科技學院特任導師
- 劉文采：香港理工大學中文及雙語學系講師
- 盧偉成，MH：播道書院校長
- 馮志德：基督書院校長
- 張銳輝：前香港教育專業人員協會副會長
- 李德輝：前筲箕灣官立中學及將軍澳官立中學校長
- 葉栢麟：前梁文燕紀念中學校長
- 李賢美：前東華三院伍若瑜夫人紀念中學校長
- 劉修妍：前伊利沙伯中學舊生會中學校長
- 何結貞：前元朗官立小學及筲箕灣官立小學校長
- 李漢光：前東華三院鄧肇堅小學校長

社會服務界、金融界、商業界
- 張宏艷：香港中文大學傳訊及公共關係處處長、前有線電視新聞台總主播
- 李景輝：科技初創企業共同創辦人及行政總裁
- 高浩然：縱橫二千集團總裁（1988年中六）

飛行界、航空教育界
- 錢耀昌：英女皇榮譽童軍、太平紳士、長途越野紀錄飛行家、資深飛行教練、臨床電子耳蝸專家、香港首位空童軍總監、香港童軍總會航空活動管理委員會主席、香港航空青年團總司令、香港童軍九龍180旅空童軍創建人/創旅旅長、香港童軍九龍1661旅空童軍創建人/創旅旅長、香港航空機主及飛行員恊會創建人/創會會長、香港飛行總會會董、廣東省中山大灣飛行俱樂部創建人及永遠榮譽會長。

藝術與文化界
- 彭海燕：電視劇製作人
- 余永進：長笛演奏家、音樂教育家及編曲家
- 李燕芬：有線電視財經記者及主播
- 李香濤：香港傳藝中心創辦人、前通用商科語言學校校長（1975年中五）[13]
- 桃默：香港青少年文學作家
- 梁承謙：香港資深戲劇教育工作者及專業舞台編劇
- 梁麗翹：香港女演員，《2011年度香港小姐競選》國際親善小姐
- 陳聞賢：前無綫電視及有線電視財經記者及主播
- 周榮烜：鋼琴演奏、鋼琴伴奏、聲樂及音樂劇訓練大師。
- 黃翠儀：香港女演員
- 何浩文：香港男演員
- 潘宗明：前香港電視節目主持人（1970年代末畢業）
- 陳棨豪：2017年國際發呆比賽「國際發呆王」得主
- 唐浩然：香港男演員，2019年在ViuTV電視劇《教束》中當男主角之一，參演多個mv拍攝
- 馮啟思：香港笛子演奏家；賽馬會音樂獎學金得主（2019)

體育界
- 麥傲冬：前香港超級聯賽足球員，現職公立醫院醫生

## 外部連結
- 荃灣官立中學 （页面存档备份，存于）
- 荃灣官立中學家長教師會 （页面存档备份，存于）
- 荃灣官立中學校友會 （页面存档备份，存于）
  - 其他校友聯繫
    - TWGSS Alumni and Student Meeting Point （页面存档备份，存于）
    - TWGSS North America Alumni Association （页面存档备份，存于）
    - TWGSS80 （页面存档备份，存于）
    - TWGSS86 （页面存档备份，存于）
- 學校簡介（2015-2016） （页面存档备份，存于）
- 荃官金禧校慶（2011） （页面存档备份，存于）
- 荃官金禧校慶開放日開幕典禮（2011） （页面存档备份，存于）
- 荃官金禧校慶快照（2011） （页面存档备份，存于）
- 萬景峯爵悅庭荃灣尖子（2011） （页面存档备份，存于）
- 樂於學習 追求卓越（2021） （页面存档备份，存于）

22°22′21″N 114°06′50″E / 22.3726°N 114.1138°E